# ROM
 Ovo je glavno značenje pojma ROM. Za registracijsku oznaku Rumunjske pogledajte ROM (registracijska oznaka).
ROM (skraćeno od engl. Read-Only Memory – memorija iz koje se podatci mogu samo čitati). Koristi se kao medij za pohranu podataka u računalima. Zbog toga što se na ovakav medij podatci ne mogu (na jednostavan način) zapisivati, njegova upotreba je najčešća kod distribucije firmvera (vrste softvera što je u uskoj vezi s računalnim hardverom, gdje nema potrebe za čestim ažuriranjem).
Današnji poluvodički ROM ima tipičan oblik integriranog kruga, ono što obično zovemo "čip", a razlikujemo ga od ostalih "čipova" često samo po upisanim oznakama.

## Primjena
Mnogi mikrokontroleri objedinjuju na jednom čipu ROM program, jezgru procesora, neke intergrirane periferne jedinice i RAM. Praktično svi mikroprogramirani procesori imaju na istom čipu neku vrstu ROM-a koji sadrži kontrole.
U ranim 1980-im, kućna računala su imala kompletan operacijski sustav na ROM-u. Potreba za nadogradnjnom tada je iziskivala zamjenu starog čipa novim korištenjem lemila i sličnih alata.
Konzole za igranje od 1970-ih do sredine 1990-ih godina su kao primarni način distribuiranja softvera koristile ROM upakiran u plastična kućišta. Ovaj način bio je u primjeni i kod nekih kućnih računara. Od 2000. godine, samo ručne konzole za igranje koriste ovakva kućišta.
Trenutno postoji tendencija smještanja softvera na diskove umjesto na ROM. Ovo omogućava lakše izmjene, a ni operativni sustavi se više gotovo uopće ne smještaju na ROM. Ipak, ROM je zadržao svoju primjenu kod računala, npr. za smještaj BIOSa, ali i tu u svojoj modificiranoj inačici - Flash-ROM. Mobilni telefoni i neki drugi ručni elektronski uređaji koji barataju podatcima također koriste ROM ili flash memoriju. 
Jedan od razloga zbog kojih je ROM još uvijek u upotrebi je brzina - magnetni diskovi su mnogo sporiji. Drugi je činjenica da se upravljački program potreban za rad diska ne može nalaziti na samom disku. Zato je BIOS još uvijek na ROM-u. Uz ovo, mrežne i grafičke karte neke svoje osnovne funkcije implementiraju preko softvera pohranjenog na ROM-u. Dalje, u posebno teškim radnim uvjetima (vibracije, veliko ubrzanje), gdje su diskovi neprimjenljivi zbog svoje osjetljivosti, ROM je nezamjenljiv.

## Vrste
Kod klasičnih ROM čipova, podatci se na njih upisuju tijekom samog procesa proizvodnje i kasnije se ne mogu mijenjati. Ali, ima i drugih vrsta ROM-a kod kojih je to moguće:
- PROM (skraćeno od engl. Programmable Read-Only Memory) koji se mogu programirati upotrebom posebnog uređaja - PROM programera. Često se prilikom upisivanja podataka na ovaj način kidaju unutrašnje veze, te se zbog toga PROM može samo jednom programirati.
- EPROM (engl. Erasable Programmable Read-Only Memory) - njihov sadržaj se može brisati izlaganjem ultraljubičastom (UV) svjetlu a zatim upisati drugi putem EPROM programera. Broj izlaganja UV zrakama nije neograničen.
- EAROM (engl. Electrically Alterable Read-Only Memory) - može mu se mijenjati sadržaj, dio po dio, ali nije dizajniran za česte izmjene te uglavnom figurira kao ROM. Koristi se kao oblik sigurne pohrane sistemskih postavaka. Zamijenio ga je CMOS RAM podržan napajanjem iz litijeva baterije.
- EEPROM (engl. Electrically Erasable Read-Only Memory) u formi flash memorije; može im se cijeli sadržaj, ili samo dio, izbrisati električnim putem, zatim novi podatci upisati bez potrebe za vađenjem čipa van računala (digitalnih kamera, MP3 uređaja i sl.). Ovaj proces je ipak sporiji od upisivanja podataka u RAM ili čitanja iz bilo kojeg ROM-a.
- Primjenom blokade upisivanja podataka, memorija iz koje se mogu i čitati i u nju upisivati podatci, može se privremeno pretvoriti u memoriju iz koje se podatci mogu samo čitati.
- CD-ROM nije oblik elektroničkog ROM-a, već je to vrsta kompaktnog diska. S CD-ROM-a se može samo čitati, odatle i naziv. Kod CD-R može se pisati samo jednom, nakon toga samo čitati (slično kod PROM) i CD-RW, u koga se može više puta upisivati i čitati (kao EEPROM).
- Diodni matrični ROM, nekad ugrađivan u računale i kod tipkovnica za računale terminale. Programiranje se vršilo postavljanjem diskretnih poluvodičkih dioda na određenim mjestima na tiskanoj ploči.
- Jedan oblik pred-poluvodičke ROM tehnologije bio je u primjeni kod NASA-inog svemirskog programa Apollo. Programiranje se vršilo ručnim omotavanjem žice unutar i okolo feritne jezgre transformatora.

## Brzina

### Brzina čitanja
Iako je tijekom vremena bilo razlika, današnji veliki RAM se čita brže nego veliki ROM. Iz tog razloga se sadržaj ROM-a često kopira u RAM a zatim iz njega čita (shadowed, npr. kod BIOS-a).

### Brzina upisivanja
Kod onih vrsta ROM-a u koje se može upisivati, upisivanje je uvijek znatno sporije od čitanja i zahtijeva ili promjene napona ili prilagođavanje - džampera (engl. jumper - kratkospojnik/u računarskoj tehnici/).

## Trajnost EEPROM/EAROM
Zbog toga što se podatci u njih upisuju prisilnim prolazom elektrona kroz izolatorski sloj na plutajuću bazu tranzistora, s vremenom se izolacija oštećuje. Kod starijih tipova EAROM-a, oštećenja su nastupala već poslije 1.000 upisivanja. Moderni EEPROM-i mogu pretrpiti od nekoliko desetaka do nekoliko stotina tisuća ciklusa. Pošto ovaj broj nije neograničen, kao i zbog njihovog ograničenog i skupog kapaciteta, nije vjerojatno da će flash ROM zamijeniti magnetne diskove u skoroj budućnosti.
Čitanje nije ograničeno. Jedino se može dogoditi da "curenje električnog naboja" s tranzistora izazvano ionizirajućom radijacijom skrati upotrebni vijek EEPROM i EAROM-a.